# Gustave Stoskopf

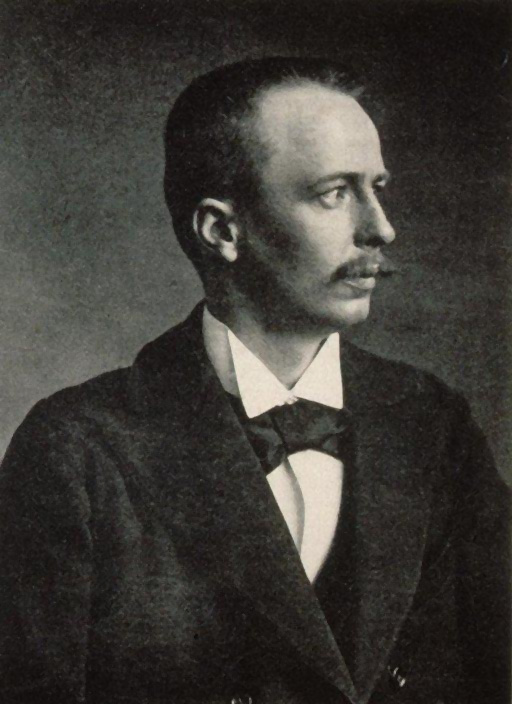
Gustave Stoskopf um 1896

Gustave Stoskopf  (* 8. Juli 1869 in Brumath; † 6. Dezember 1944 ebenda) war ein französischer Maler, Zeichner, Poet, Schriftsteller und Theaterautor.

## Leben und Werk
Der Maler Louis Frédéric Schützenberger war von Stoskopfs ersten Porträts begeistert und empfahl seinen Eltern, ihn in Paris studieren zu lassen.  Ab 1887 studierte er dort 4 Jahre, zuerst in der Akademie Colarossi, danach in der Académie Julian, wo er von Jules-Joseph Lefebvre, Jean-Joseph Benjamin-Constant und Henri Doucet unterrichtet wurde. In Briefen an seine Mutter beschwerte er sich darüber, dass er als Elsässer in Paris angefeindet wurde, weil er nach der Annexion des Elsass durch das Deutsche Reich in seiner Heimat geblieben war. Auch aus diesem Grund zog er nach München, wo er an der königlichen Akademie bei Paul Hoecker studierte. Nach einem weiteren Jahr in Paris, wo er an der École des Beaux Arts bei Jean-Paul Laurens studierte, kehrte er ins Elsass nach Straßburg zurück und schloss sich einer Gruppe junger Künstler Cercle de Saint-Léonard an: Léon Hornecker, Charles Spindler, Joseph Sattler, Alfred Marzolff und Paul Braunagel. Abends trafen sich die Künstler im Kabarett „Mehlkischt“ (elsässisch für Mehlkiste) und von 1896 bis 1906 im „Kunsthaafe“ (Kunsttopf) in Schiltigheim. Er veröffentlichte zwei erfolgreiche satirische Geschichten auf Elsässisch: „Luschtig’s üs’m Elsass“ und  „G'spass un Ernscht“. Er arbeitete an der Illustrierte Elsässer Revue von Spindler mit.
Zusammen mit Julius Greber, Charles Hauss und Alexander Heßler gründete er im Februar 1898 das „Théâtre alsacien de Strasbourg“ (TAS). Er schrieb sogleich das Meisterwerk des Dialekttheaters „D’r Herr Maire“ (Der Bürgermeister), welches bei der Premiere am 27. November 1898 begeistert begrüßt wurde. Dieses Stück wurde ins Französische übersetzt und mit Erfolg in Paris aufgeführt. 1908 besuchte Kaiser Wilhelm II. eine Vorstellung in Straßburg. Das Stück wurde 1939 vom TAS verfilmt. Er schrieb jedes Jahr ein oder zwei Stücke für sein Theater und erhielt den Namen „Der Elsässer Molière“. Insgesamt spielte das TAS 735-mal seine Stücke.
1900 gründet er zusammen mit Laugel und Spindler das Elsässische Museum in Straßburg. 1903 organisierte er eine Ausstellung Elsässischer Künste im Palais Rohan in Straßburg und danach 1905 die Vereinigung  der Straßburger Künstler, deren Vorsitzender er bis 1919 war. 1909 gründete er zusammen mit S. Rosenthaler die „Straßburger Neue Zeitung“, ein liberal demokratisches Blatt. Es wurde schnell die meistgelesene Zeitung im Elsass mit 45.000 Exemplaren. Stoskopf übernahm die Direktion, die Chefredakteure waren Otto Flake, Ernst Stadler, Charles Frey, Theodor Heuss und Emma Muller. Nach dem Krieg wurde er abgesetzt und wurde Präsident der Vereinigung der Journalisten im Elsass und Lothringen von 1927 bis 1944.

Ab 1922 widmete er sich wieder verstärkt der Malerei. Seine Porträts elsässischer Bauern wurden berühmt und wurden in den Museen von Straßburg, Colmar, Mühlhausen, Paris, Freiburg (Breisgau), Karlsruhe und Darmstadt ausgestellt.

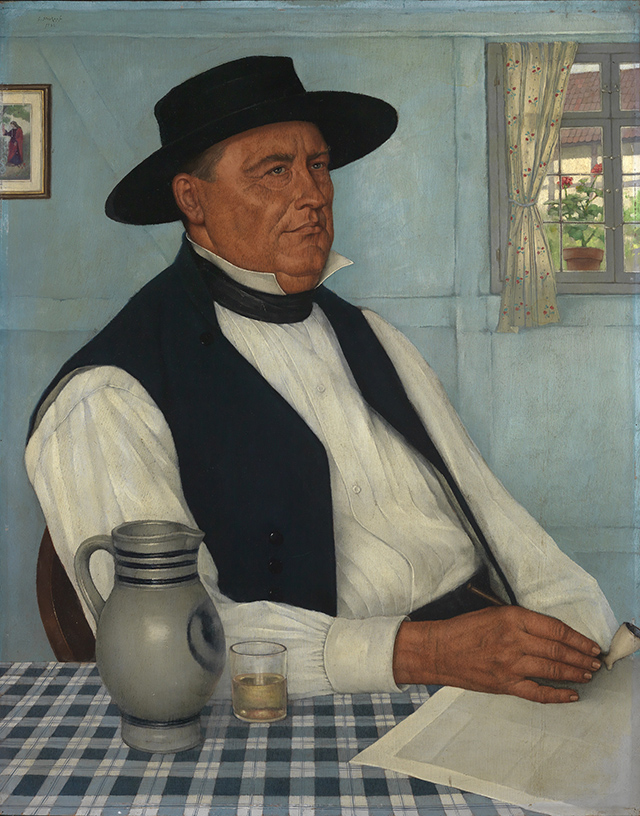
Gustave Stoskopf – L'Ami Fritz (1932; Staatliche Kunsthalle Karlsruhe)

1931 wurde er zum Ritter der Ehrenlegion ernannt.
Ab 1925 arbeitete  er beim Aufbau von Radio Straßburg mit und veranstaltete bis 1939 225 Abende im Elsässer Dialekt. Zu seinem 70. Geburtstag wurde ihm zu Ehren ein Fest in Straßburg Wacken veranstaltet und er erhielt die Goldene Ehrenmedaille der „Renaissance française“. Nach der Besetzung Frankreichs 1940 kehrte er zunächst nach Straßburg zurück, da aber sein Besitz von den Nazis beschlagnahmt worden war, zog er sich nach Brumath zurück, wo er bis an sein Lebensende malte.
1939 wurde das Theaterstück „D’r Herr Maire“ verfilmt von Jacques Séverac, als erster Film im Elsässer Dialekt, mit Untertiteln auf Französisch. Nach dem Krieg haben nur wenige Kopien überlebt, seit den 2020er Jahren bemüht man sich um eine Restauration, 2023 wurde eine erste digitale Kopie vorgestellt.
Er war der Vater von Charles-Gustave Stoskopf, französischer Architekt und Großvater des Historikers Nicolas Stoskopf.
Die Gemeinde Brumath hat ihm zu Ehren einen poetischen Waldwanderweg angelegt. Zu diesem Weg gab die Gemeinde ein Heft mit einer Beschreibung von Stoskopfs Werken und Gedichten auf Elsässisch mit französischer Übersetzung heraus.